# Johanna Wolf
Johanna Wolf (Múnic, 1 de juny de 1900 † Múnic, 5 de juny de 1985) va ser la secretària en cap d'Adolf Hitler. Va entrar a la secretaria personal de Hitler la tardor de 1929 en qualitat de mecanògrafa i va servir el Führer fins a la nit del 21-22 d'abril de 1945, quan va rebre l'ordre d'abandonar Berlín.

## Biografia
Wolf va néixer a Múnic. Després de cursar la primària i assistir a l'escola comercial, on va aprendre mecanografia i estenografia, el 1922 va començar a treballar per al Dr. Alexander Glaser, de la Dieta de Baviera, amb qui va ser fins al 1928. Posteriorment, va treballar per a Gregor Strasser a la seu principal del Partit Nazi del Gau de la Baixa Baviera-Alt Palatinat. La tardor de 1929, Wolf es va unir a la secretaria personal de Hitler, on treballava de mecanògrafa, i es va afiliar al Partit Nazi. Fins al 1933, a més de formar part de la secretaria de Hitler, també va fer tasques de secretaria per a Rudolf Hess i Wilhelm Brückner, qui, en aquell temps, era el principal ajudant i guardaespatlles de Hitler.
Quan Hitler fou nomenat canceller, el gener de 1933, Wolf, qui ja era una de les seves secretàries amb més antiguitat, va esdevenir la seva secretària personal. Tots dos tenien una relació estreta i, de fet, es considerava que, moltes vegades, Wolf era la millor drecera per contactar amb Hitler. A causa d'aquesta bona relació, el dictador l'anomenava "Wolfin" (lloba) afectuosament.
Wolf era una nazi entusiasta i formava part del cercle de confiança de Hitler. Vivia a Wolfsschanze (el cau del llop), a prop de Rastenburg, el quarter personal d'Adolf Hitler al front de l'Est durant la Segona Guerra Mundial des del 1941 fins que ell i el seu personal van marxar-ne per últim cop el 20 de novembre de 1944. El gener de 1945, Hitler va traslladar el seu quarter personal al Führerbunker, situat a sota de la Cancelleria del Reich, a Berlín, Wolf va acompanyar-lo amb la resta del personal. Des d'aquell moment i fins a la fi del Tercer Reich, a principis de maig d'aquell mateix any, el Führerbunker fou el centre neuràlgic del règim nazi i Hitler hi dinava sovint amb Wolf i la seva companya també secretària Christa Schroeder.
La nit del 21–22 d'abril de 1945, Hitler havia decidit quedar-se a Berlín per morir-hi i va fer marxar Wolf i Schroeder, a qui va enviar a Salzburg en avió amb el Fliegerstaffel des Führers. Posteriorment, van anar a casa seva a Berchtesgaden (Baviera), àrea que havia estat apropiada pels principals jerarques nazis. Se'ls va donar la tasca de cremar els seus papers personals abans que poguessin ser aprofitats pels Aliats.

## Captura
Wolf va romandre a Berchtesgaden fins al 2 de maig i després va traslladar-se a casa de la seva mare a Bad Tölz, on fou capturada el 23 de maig per soldats americans. Ella i Schroeder van ser presoneres fins al 14 de gener de 1948. Llavors, Wolf es va traslladar a Kaufbeuren i va morir a Múnic el 1985.

## La lleialtat a Hitler
Tot i que Wolf serví Hitler durant molts anys, a diferència d'altres secretàries com Traudl Junge i Christa Schroeder, es va negar a sotmetre's a qualsevol entrevista o a revelar cap informació, fins i tot quan, durant la dècada de 1970, va rebre una gran oferta econòmica per a escriure les seves memòries. Si mai li ho demanaven, declarava que havia fet de secretària "privada" i que creia que era el seu deure de no revelar res sobre Hitler. Quan fou feta presonera, la cineasta alemanya Leni Riefenstahl va aconseguir que revelés certa informació sobre Hitler. Wolf va explicar que les persones properes a Hitler foren incapaces d'escapar al seu magnetisme fins a la seva mort, fins i tot quan, cap al final, estava bastant demacrat. També va manifestar que era tan lleial a Hitler que volia morir amb ell al Führerbunker; però que Hitler la va forçar a marxar-ne -com també va fer amb altra gent- per cuidar la seva mare, que tenia 80 anys. Wolf va manifestar que Hitler no estava al corrent de totes les atrocitats que es duien a terme als territoris ocupats per Alemanya durant el seu règim, sinó que grups de fanàtics exercien una influència cada cop més gran sobre ell i que donaven ordres que el Führer desconeixia.